# シドニーFC
シドニー・フットボール・クラブ（英語：Sydney Football Club）は、オーストラリアの南東部、ニューサウスウェールズ州の州都シドニーをホームタウンとする、オーストラリアプロサッカーリーグ（Aリーグ）に加盟するプロサッカークラブ。

## 概要
オーストラリアではそれまでセミプロによるオーストラリアン・ナショナルサッカーリーグが開催され、シドニーからも5クラブが参戦していたが、オーストラリアサッカー連盟がオセアニアサッカー連盟からアジアサッカー連盟に転籍することが決まり、オーストラリアのサッカーの全体のレベルアップを図る目的から完全プロによる「Aリーグ」が2005年からスタートし、同年2月に新たにシドニーFCを結成した。
チームはその年のオセアニアクラブ選手権大会で結成まもなく優勝を決定。12月のトヨタカップ世界クラブ選手権大会のオセアニア代表として参戦することとなったが、その初戦（12月12日、豊田スタジアム・デポルティーボ・サプリサ=コスタリカ）で敗れた。
同チームにはJリーグ経験者も多数参戦しており、ピエール・リトバルスキー監督を筆頭に、イアン・クルークアシスタントコーチ、選手ではスティーブ・コリカ、マシュー・ビングリー、そして横浜FCからゲストプレイヤー（期限付き移籍に同義）として加入した三浦知良が在籍していた。
ホームスタジアムはシドニー・フットボール・スタジアムだが、2018年からの全面改築に伴い、ジュビリー・オーバルに本拠地を一時移転している。

## タイトル

### 国内タイトル
- リーグ
  - Aリーグレギュラーシーズン：4回
    - 2009-2010, 2016-2017, 2017-2018, 2019-2020

  - Aリーグファイナルシリーズ：5回
    - 2005-2006, 2009-2010, 2016-2017, 2018-19, 2019-2020
- オーストラリアカップ
  - 優勝 (2): 2017, 2023
  - 準優勝 (2): 2016, 2018

### 国際タイトル
- OFCクラブ選手権：1回

2005

## 過去の成績
| 年度    | レギュラーシーズン | ファイナルシリーズ |
| ------- | ------------------ | ------------------ |
| 2005-06 | 2位                | 優勝               |
| 2006-07 | 4位                | ベスト4            |
| 2007-08 | 3位                | ベスト4            |
| 2008-09 | 5位                | ─                  |
| 2009-10 | 1位                | 優勝               |
| 2010-11 | 9位                | ─                  |
| 2011-12 | 5位                | 5位                |
| 2012-13 | 7位                | ─                  |
| 2013-14 | 5位                | Elimination final  |
| 2014-15 | 2位                | 準優勝             |
| 2015-16 | 7位                | ─                  |
| 2016-17 | 1位                | 優勝               |
| 2017-18 | 1位                | ベスト4            |
| 2018-19 | 2位                | 優勝               |
| 2019-20 | 1位                | 優勝               |
| 2020-21 | 2位                | 準優勝             |
| 2021-22 | 8位                | ─                  |
| 2022-23 | ─                  | ─                  |

## 現所属メンバー
2023年12月21日現在 
注：選手の国籍表記はFIFAの定めた代表資格ルールに基づく。
| No. | Pos. |                | 選手名                             |
| --- | ---- | -------------- | ---------------------------------- |
| 1   | GK   | オーストラリア | アンドリュー・レッドメイン         |
| 3   | DF   | オーストラリア | アーロン・ガード                   |
| 4   | DF   | オーストラリア | ジョーダン・コートニー・パーキンス |
| 6   | DF   | イングランド   | ジャック・ロドウェル               |
| 8   | MF   | オーストラリア | ジェイク・ガードウッド・ライク ()  |
| 9   | FW   | ブラジル       | ファビオ・ゴメス                   |
| 10  | FW   | イングランド   | ジョー・ロリー                     |
| 11  | FW   | セルビア       | ローベルト・マク                   |
| 12  | MF   | オーストラリア | コリー・ホールマン                 |
| 13  | FW   | オーストラリア | パトリック・ウッド                 |
| 15  | DF   | ブラジル       | ガブリエル・ラセルダ               |
| 16  | DF   | オーストラリア | ジョエル・キング                   |
| 17  | MF   | オーストラリア | アンソニー・カセレス ()            |

| No. | Pos. |                | 選手名                     |
| --- | ---- | -------------- | -------------------------- |
| 18  | MF   | オーストラリア | マシュー・スカーセラ       |
| 19  | FW   | オーストラリア | ミッチェル・グラッソン     |
| 20  | GK   | オーストラリア | ガス・ホフスルート         |
| 21  | DF   | オーストラリア | ザック・デ・ジーザス       |
| 22  | MF   | オーストラリア | マックス・バージェス       |
| 23  | DF   | オーストラリア | ライアン・グラント         |
| 24  | MF   | オーストラリア | Wataru Kamijo              |
| 25  | FW   | オーストラリア | ジェイデン・クチャルスキー |
| 26  | MF   | オーストラリア | ルーク・ブラッタン         |
| 28  | FW   | オーストラリア | ネイサン・アマナティディス |
| 29  | MF   | オーストラリア | ジョセフ・レイシー         |
| 30  | GK   | オーストラリア | アダム・パヴレシッチ       |

現監督
- ウフク・タレイ

ローン移籍
in
注：選手の国籍表記はFIFAの定めた代表資格ルールに基づく。
| No. | Pos. |          | 選手名                            |
| --- | ---- | -------- | --------------------------------- |
| 9   | FW   | ブラジル | ファビオ・ゴメス (アトレチコ-MG)  |
| 15  | DF   | ブラジル | ガブリエル・ラセルダ (セアラーSC) |

out
注：選手の国籍表記はFIFAの定めた代表資格ルールに基づく。
| No. | Pos. |                | 選手名                                    |
| --- | ---- | -------------- | ----------------------------------------- |
| --  | FW   | オーストラリア | エイドリアン・セゲチッチ (FCドルトレヒト) |
| --  | FW   | オーストラリア | アレン・ハーバス (FCコーペーテー)         |

## 歴代監督
- ピエール・リトバルスキー 2005-2006
- テリー・ブッチャー 2006-2007
- ブランコ・クリナ 2007
- ジョン・コスミナ 2007-2009
- ヴィーチェスラフ・ラヴィチカ（英語版） 2009-2011
- イアン・クルーク 2012-2012.11
- フランク・ファリーナ 2012.11-2014.4
- グラハム・アーノルド 2014.5-2018
- スティーブ・コリカ 2018-

## 歴代所属選手

### GK
- クリント・ボルトン 2005-2010
- ディーン・ブーザニス 2007
- イヴァン・ネチェフスキ 2007-2015、2015-2016

### DF
- マシュー・ビングリー 2005-2006
- マーク・ルダン 2005-2007
- アルビン・チェッコリ 2005-2007
- デヴィッド・カーニー 2005-2007, 2016-
- マーク・ミリガン 2005–2008
- ウフク・タレイ 2005-2008
- トニー・ポポヴィッチ 2007-2008
- サイモン・コロシモ 2008-2010
- シャノン・コール 2008-2012
- ハイデン・フォックス 2010-2011
- マイケル・ビューチャンプ 2011-2012
- ルーカス・ニール 2013
- サーシャ・オグネノヴスキ 2014-2015
- ジャック・ファティ 2015-2016
- ヨルディ・バイス 2017-2018

### MF
- スティーブ・コリカ 2005-2010
- ジュニーニョ・パウリスタ 2007-2008
- ニック・カール 2010-2015
- 森安洋文 2010-2012
- ブレット・エマートン 2011-2014
- ジェイソン・クリナ 2012-2013
- アダム・グリフィス 2012-2013
- アレックス・ブロスケ 2014-
- ミロシュ・ニンコヴィッチ 2015-

### FW
- 三浦知良 2005-2006
- ドワイト・ヨーク 2005-2006
- サショ・ペトロフスキ 2005-2007
- ベニト・カルボーネ 2006
- ジョン・アロイージ 2008-2010
- マーク・ブリッジ 2008-2012
- アレッサンドロ・デル・ピエロ 2012-2014
- クルーノ・ロブレク 2012-2013
- ジョエル・グリフィス 2013
- ランコ・デスポトビッチ 2013-2014
- リチャード・ガルシア 2013-2014
- マルク・ヤンコ 2014-2015
- フィリップ・ホロシュコ 2015-2017